# Laguna Blanca (ort i Argentina, Chaco)
Laguna Blanca är en ort i Argentina.   Den ligger i provinsen Chaco, i den nordöstra delen av landet, 800 km norr om huvudstaden Buenos Aires. Laguna Blanca ligger 62 meter över havet och antalet invånare är 721.
Terrängen runt Laguna Blanca är mycket platt. Närmaste större samhälle är Makallé, 7,5 km nordväst om Laguna Blanca.
I omgivningarna runt Laguna Blanca växer huvudsakligen savannskog. Runt Laguna Blanca är det glesbefolkat, med 12 invånare per kvadratkilometer.